# Deus absconditus
Deus absconditus (Latijn: "verborgen god") betekent in de christelijke theologie dat God Zichzelf terugtrok of Zich moeilijk laat kennen. De aanduiding stamt uit de Hebreeuwse Bijbel, namelijk Jesaja 45:15:
Voorwaar, u bent een God die zich verborgen houdt
Deus absconditus staat tegenover deus revelatus ("geopenbaarde god"). Dit contrast was een belangrijk thema in de theologie van Maarten Luther, die stelde dat de ultieme openbaring van God in Zijn verborgen zijn is. Dit is een kernpunt in zijn Heidelberger Disputatie, die hij hield op 26 april 1518.

## God kennen door comtemplatie
In de periode voor Luther was de idee dat de verborgen God, deus absconditus, alleen kon worden gekend door contemplatie en het onderzoek van Zijn goddelijke acties. Aanhangers hiervan waren Thomas van Aquino (1225–1274) en Nicolaas van Cusa (1401-1464).

## Luther
In contrast met de opvatting van Thomas van Aquino, gebruikte Maarten Luther de uitdrukking deus absconditus om het mysterie en grote afstand van God te verklaren. In zijn "Over de geknechte wil" trok hij de conclusie, vanuit het uitgangspunt sola scriptura van de Reformatie, dat uitsluitend de Bijbel mocht worden gebruikt om kennis over God te verwerven, geen filosofische contemplaties, redenaties en conclusies.
Luthers concept had als vertrekpunt dat het eerste geval van verbergen in de Bijbel zich voordeed toen Adam en Eva zich wilden verbergen voor God in de Tuin van Eden. Na dit voorval bleef God verborgen, in de zin dat Zijn wil en overwegingen onbekend waren voor een ieder, behalve voor Hemzelf.
Er zijn twee contrasterende implicaties die voortvloeien uit Luthers beeld van een verborgen God:
1. God wordt als verborgen ervaren door de subjectieve grenzen aan menselijke kennis.
2. God is in essentie mededogen, dus handelingen die slecht lijken, kunnen toch worden toegeschreven aan de eigenschap van goddelijke liefde.